# Paul Lambert Werber
Paul Lambert Werber (* 15. Juli 1881 in Rastatt; † 25. Mai 1941) war ein deutscher Marineoffizier (letzter Dienstgrad Korvettenkapitän), Offizier in den deutschen Kolonien, Freikorpsmitglied und Nationalsozialist.

## Herkunft
Werber entstammte einer badischen Offiziersfamilie. Sein Vater Karl führte den Titel eines Major a. D. Ein älterer Bruder war der spätere Generalmajor der Wehrmacht Max Werber.

## Karriere

### Bis zum Ende des Ersten Weltkriegs
Werber besuchte ab 1889 eine Schule in Freiburg im Breisgau und beendete sie 1892. Danach absolvierte er eine Ausbildung zum Seekadetten in Karlsruhe und Groß-Lichterfelde. Am 10. April 1899 trat er dann als Seekadett in die Kaiserliche Marine ein (Crew 99). Am 23. Mai 1905 erfolgte seine Beförderung zum Oberleutnant zur See. Als Marineoffizier verbrachte er längere Zeit mit der Cormoran in der Südsee, durch weite Teile des Pazifiks: Nach Mikronesien, ins Bismarck-Archipel, den Salomonen, nach Samoa und schließlich auch an die Küste Neuguineas.
Während seiner Zeit als Marineoffizier in Ozeanien trug Werber eine Sammlung von Ethnografiken und anderen Objekten zusammen, die er größtenteils an das damalige Museum für Natur- und Völkerkunde in Freiburg versendete. Ob diese Objekte als koloniales Raubgut einzuordnen sind und mit Strafexpeditionen der Cormoran in Verbindung stehen, ist noch Gegenstand der Forschung.
Als Erster Offizier der Cormoran beteiligte er sich auch von 1910 bis 1911 an der brutalen Niederschlagung des Sokeh-Aufstandes auf Pohnpei. Für seine Gräueltaten wurde er mit dem Roten Adlerorden IV. Klasse ausgezeichnet.
Nach Ausbruch des Ersten Weltkrieges wirkte er bis Januar 1915 als Erster Offizier der Hagen und der Hildebrand. Danach wirkte er als Erster Offizier der Elbing im Range eines Kapitänleutnants unter Rudolf Madlung und war in dieser Position an der Skagerrakschlacht beteiligt. Bis Juni 1918 diente er dann als Erster Offizier auf der Graudenz und wurde in dieser Position am 16. Juli 1917 zum Korvettenkapitän befördert. Bis Kriegsende erfolgte noch eine Verwendung als Chef der VI.-Minensuchflotte.

### Tätigkeit in der Weimarer Republik
In der Nachkriegszeit beteiligte sich Werber am Aufbau der "Marine-Brigade Ehrhardt", einem Freikorps unter dem gleichrangigen Marineoffizier und Crewkollegen Hermann Ehrhardt. Ehrhardt ernannte ihn zum Regimentschef des 3. Marine-Regiments. Er beteiligte sich mit dem Freikorps an der Niederschlagung des Januaraufstandes in Berlin Anfang 1919 und an den Kämpfen in Oberschlesien. Am 10. September 1920 wurde er aus der Marine verabschiedet und gründete am 11. September mit weiteren ehemaligen Offizieren im Offizierskasino vom Munsterlager den Bund ehemaliger Erhardt-Offiziere, eine Vorgängerorganisation der Organisation Consul (O.C.). Schon davor hatte ihn Ehrhardt vor seiner Flucht zu seinem Stellvertreter ernannt. Weber wurde für vier Monate inhaftiert.
Nach seiner Freilassung betätigte er sich als Kaufmann und trat in die NSDAP ein. Er wurde nun auch Mitglied der Organisation Consul und handelte mit Waffen, die er korrupten Reichsmarineoffizieren abkaufte und an andere Länder wie Irland und Finnland verkaufte. Es war Werber gelungen, nicht nur Marineoffiziere seinen Plänen zur Hinterziehung eines Teils der zur Vernichtung bestimmten Waffen gewogen zu machen, sondern auch Vertrauensleute in die entsprechenden Abwicklungsstellen der Reichswehr zu platzieren. An einem geheimen Treffen mit den O.C.-Mitgliedern Alfred Günther und Karl Oehlschläger am 12. November 1921 konnte Werber erreichen, dass das verhaftete O.C.-Mitglied Manfred von Killinger nicht auf gewaltsame Art befreit werden sollte, sondern auf juristischem Wege. In der O. C. war er Chef des Oberbezirk II mit Sitz in Hannover und befehligte so unter anderem Hans Hustert, der ihm als Bezirksleiter des Bezirks W in Essen unterstellt war.

### Zeit im Nationalsozialismus
Bis 1931 erreichte er die Position des badischen Gau-Funkwarts und erlebte nach der Machtergreifung der Nationalsozialisten 1933 eine steile Karriere im Rundfunkbereich. Im März 1933 wurde er stellvertretender NSDAP-Kreisleiter von Freiburg und wurde auch so kurzzeitig in den städtischen Theaterausschuss berufen. Von 1935 bis 1938 wirkte er als Sendeleiter am Reichssender Hamburg. 1938 wurde er Intendant des Reichssenders Frankfurt und wurde nach der Kapitulation Frankreichs im Zweiten Weltkrieg als Verantwortlicher für den Rundfunk im Elsass eingesetzt. Er war noch 1939 Redner auf Veranstaltungen der Freiburger Kameradschaft der Freikorps- und Baltikumkämpfer.
Er wurde in Denzlingen bei Freiburg begraben.

## Werke
- Die Nationalsozialistische Rundfunkkammer e.V., in Rundfunk im Aufbruch. Handbuch des deutschen Rundfunks. Lahr, 1933